# 克利夫登
克利夫登（Clevedon）是英格蘭薩默塞特郡的一個城市和民政教區。據2011年人口普查，克利夫登有人口21,281人。克利夫登的人口中有約20%是65歲以上人口。

## 友好城市
- 法國 埃佩尔奈